# 阿布西尔
阿布西爾（一譯阿布希爾、阿布瑟爾；埃及語：pr wsjr；科普特語：ⲃⲟⲩⲥⲓⲣⲓ，busiri，意為「歐西里斯之殿」；希臘語：Βούσιρις；埃及阿拉伯語發音：[æbuˈsˤiːɾ]）是埃及學家就開羅附近的一個古王國時期大型墓地（連同其後來所加的建築）而命名的考古場地。另外，阿布西爾亦是尼羅河河谷附近的一條村落的名字。
阿布西爾位於薩卡拉以北幾公里，此外，阿布西爾也像薩卡拉一樣是古埃及首都孟斐斯主要精英階層的墓地。埃及北部和南部的若干村落也名為阿布西爾或「布西里」（Busiri）。共有57座金字塔，其中較重要的是紐塞拉、內弗爾卡拉及薩胡拉的三座金字塔，其中紐塞拉金字塔是最完整的金字塔，此處也是蘭尼弗雷夫的殘骸金字塔的所在地。而所有在阿布西爾的金字塔皆建造為階梯金字塔，另外最大的金字塔是內弗爾卡拉金字塔。另外還有不少未完成的小金字塔。
在2011年埃及革命中，墓地內的部分文物遭到破壞及竊取
。

## 外部連結
- （英文）捷克埃及學研究所：阿布西爾 （页面存档备份，存于）
- （英文）埃及古蹟：阿布西爾墓地 （页面存档备份，存于）
- （英文）早稻田大學南阿布西爾研究團 （页面存档备份，存于）

29°54′N 31°12′E / 29.900°N 31.200°E